# 現代の世界の一体化
現代の世界の一体化（げんだいのせかいのいったいか）では、1967年以降の世界の一体化の過程に取り扱う。ベトナム戦争によって、アメリカ合衆国が国際的な経済的地位を喪失していく中で、日本と西ドイツを中心とする西ヨーロッパが経済的地位を回復していった。その後、西側世界は、欧米日による三極構造が形成されていった。一方、東側諸国の中でもソビエト連邦と中華人民共和国の対立が続き、ついに、リチャード・ニクソン大統領による電撃的訪中と毛沢東主席との首脳会談という形で従来の政治構造が大きく変動することとなった。
一方で冷戦構造の中で見落とされがちであった多極化の動きが現代では進行している。雁行型の経済成長がアジア地域で進行し、日本に続いて、大韓民国、香港、台湾、シンガポールが、それに続く形でインドネシア、マレーシア、フィリピン、タイが経済的にテイクオフし、10億以上の人口を誇る中国、インドがアジア通貨危機の中で失速する東アジア・東南アジア地域を尻目に高度経済成長を遂げ、政治的にも経済的にも台頭しだした。
ヨーロッパではECが拡大発展し、ヨーロッパ連合が結成され、東欧革命以後、民主化及び経済の資本主義化が進展していった中欧・東欧諸国が次々と加盟し、単一の経済市場が形成された（ユーロの導入）。また、2000年以降のエネルギー価格の上昇を契機に一旦、破産状態に陥ったロシアが再び、天然ガスと原油を武器に国際経済に占める地位を上昇させてきている。
一方で、ソ連によるアフガニスタン侵攻の時には見落とされがちであったイスラーム世界のアイデンティティ・クライシスは深刻であり、その結果がアメリカ同時多発テロへ発展した。その後、アフガニスタンにアメリカを中心とする多国籍軍が派遣されたが今もなお、アフガニスタンとその周辺国をめぐる国際情勢は流動的である。

## ブレトン・ウッズ体制の崩壊と世界の多極化
1960年に南ベトナムに、アメリカの傀儡政権の打倒と南北統一を主張する南ベトナム解放民族戦線が結成され、政府軍に対する武力闘争開始すると、アメリカのジョン・F・ケネディ大統領は傀儡政権と間接支配を維持するため、1961年にアメリカ軍を派遣して、南ベトナム解放民族戦線に対する武力行使を開始した。1963年の時点では1万6千人のアメリカ軍を投入したが、大部分の南ベトナム国民は腐敗した傀儡政権を支持せず、南ベトナム解放民族戦線を支持したので、アメリカ軍は南ベトナム解放民族戦線を壊滅できず、ケネディ大統領は1963年10月の時点で、2年後の1965年度末までに撤退を模索したが、直後の1963年11月に暗殺された。1964年8月にベトナムでトンキン湾事件がおこると、リンドン・ジョンソン大統領は1965年2月に北爆を開始して戦線は北ベトナムにまで拡大した。1965年3月にはアメリカは地上軍の派遣を開始し、ベトナム戦争の最盛期の1968年には、南ベトナムの領土内だけでも54万人のアメリカ軍を派遣するなど、第二次世界大戦終結後のアメリカでは最大規模の軍事力を投入した。

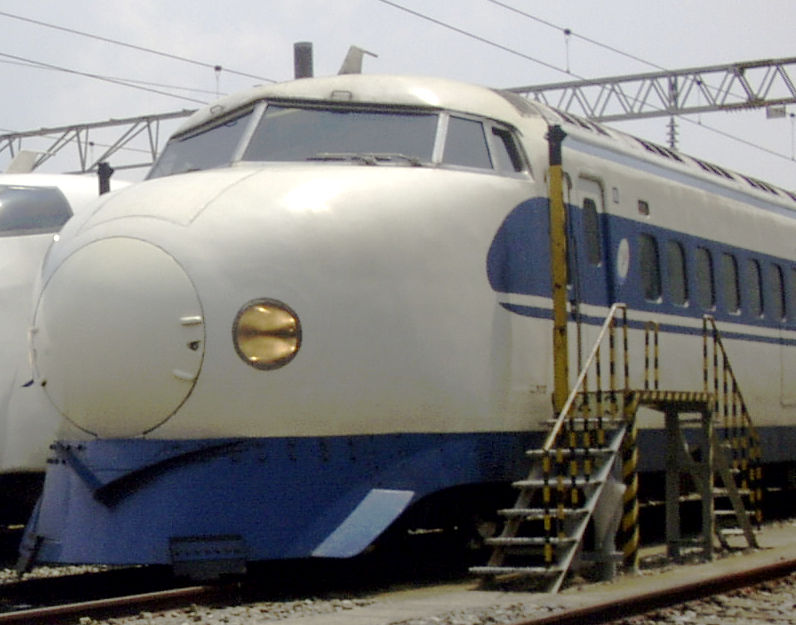
最初の新幹線（0系）

日本では、池田勇人首相による「所得倍増計画」が1960年12月に発表され、高度経済成長路線を邁進した。1964年の東海道新幹線の開通と東京オリンピックの開催、1970年の大阪万国博覧会といった内需の要因に加え、ベトナム戦争の特需もあり、池田首相が唱えた所得倍増は1967年に達成されることとなった。また、日本が戦前並の世界輸出シェアに復帰したのは1960年代の半ばだったが、その貿易自由化が実現の途についたのも同じころだった。日本はこののち、オイルショックを乗りきって経済大国としての地位を確立し、軍事的には、アメリカに対してはほぼ一貫して同盟者でありつづけたが、1970年代以降は輸出拡大にともなって日米間に貿易摩擦が生じた。
同様に、西ドイツも経済復興の動きが展開された。コンラート・アデナウアー首相のもとで、ルートヴィヒ・エアハルト副首相の経済政策によって、西ドイツは、ヨーロッパの中での経済大国としての地位を確立させていった。このころの経済成長を「エアハルトの奇跡」とも呼ぶ。
戦後の世界貿易をリードしてきたヨーロッパ経済共同体（EEC）は、域内貿易を活発にして協調関係の拡充に成功する一方、関税同盟としては域外差別の体制をとった。こうしたEECの「要塞化」に対してはアメリカの反発があった。また、フランスが1966年に北大西洋条約機構（NATO）の軍事機構から離脱（政治機構には継続加盟）し、西ドイツが独自に東方外交を展開して、1973年に東西ドイツの国連同時加盟を実現したように、西欧諸国はアメリカとは一線を画した独自の姿勢をうちだすようになった。
アメリカ合衆国も経済的繁栄を享受していたが、西欧や日本の輸出の伸びとは対照的に、終戦直後の輸出シェアを1980年に至るまで低下させつづけた。
1960年代後半のアメリカでは、ベトナム戦争による財政赤字、経済成長にともなうインフレーション、また、貿易赤字の拡大が表面化した。このような経済情勢を背景に、1971年8月15日、リチャード・ニクソン大統領は、突如、ドルと金の兌換の停止を発表した（ニクソン・ショック）。その後のスミソニアン協定で、1ドル＝360円が308円に切り上げられたが、アメリカの貿易赤字の拡大はとどまることなく、ドルを基準とする固定相場制は崩壊して、先進国は1973年に変動相場制に移行することとなった。ニクソン大統領による、ソ連との第一次戦略兵器制限交渉、弾道弾迎撃ミサイル制限条約、多国間の生物兵器禁止条約への署名、文化大革命中の1971年の中華人民共和国との国交正常化は、世界の諸国に対するアメリカの国力・影響力の相対的な衰退による現象という一面でもあった。1973年1月にアメリカと南ベトナムと北ベトナムと南ベトナム解放民族戦線の和平協定が成立し、1973年3月にアメリカ軍はベトナムから撤退した。
こうしてアメリカが著しく後退する一方で、西欧諸国や日本の立場が強まり、1975年からは、フランスのヴァレリー・ジスカール・デスタン大統領の提唱により、アメリカ・西欧諸国・日本が参加する主要先進国首脳会議（サミット）が毎年開催されるようになった。
社会主義陣営においても、とりわけ中国において、ソ連からの自立の動きが顕著になった。中国は、1956年からのニキータ・フルシチョフ議長による対西側緊張緩和政策には批判的であり、1960年、ソ連共産党指導部が中国に派遣していた技術専門家をひきあげると、中ソ対立は公然のものとなり、中国はキューバ危機における対米譲歩についてもソ連を非難した。この対立は、文化大革命がおこるといっそう激しくなり、1969年には中ソ国境紛争にまで発展した。
このように、1960年代には東西両陣営の内部で米ソに対抗する国ぐにが台頭し、60年代後半以降は世界の多極化という傾向が顕著になっていった。

## オイルショックと「失われた10年」
1973年10月6日に第四次中東戦争が始まると、石油輸出国機構（OPEC）に加盟していたペルシャ湾産油6カ国は、原油公示価格の引き上げを敢行した。さらに、原油生産の削減とイスラエル支援国家への禁輸を決定、12月には、1974年1月より原油価格を2倍に引き上げると決定した。
当時の原油価格の決定権は、セブン・シスターズといわれるいわゆる国際石油資本が握っていたが、第四次中東戦争を契機として、産油国へと移った。原油価格の高騰は、世界経済全体に大きな影響を与えた（オイルショック）。高度経済成長を謳歌していた日本も低成長時代に入っていった。日本は、集積した技術力をもとに省エネルギー技術の開発に邁進することとなり、1980年代以降の経済的な発展を遂げることとなったが、技術力と外貨準備を持っていなかった原油輸入国は急激なハイパーインフレーションを経験することとなった。
インフレ傾向を強めていた先進国経済は、オイルショックによりスタグフレーションに突入、1971年のニクソン・ショックによるドル体制の崩壊と合わせて戦後世界経済の成長体制は崩壊した。オイルショックによって、先進主要各国は高金利政策を維持せざるを得なくなった。その結果、景気の減退が世界規模で起こった。上述したランブイエでの第1回先進7カ国首脳会議（1975年）でも、議題とされたのは第1次オイルショック以降の経済の回復だった。

後発開発途上国（2006年）

また、世界経済の後退は、石油を除く一次産品の輸出に依存していたラテンアメリカ諸国やアフリカ諸国の経常収支の悪化を招くこととなった。石油輸入コストの急上昇により債務返済を遅延する事態となり、とくに1982年のメキシコ危機を皮切りに表面化した対外債務問題は、他のラテンアメリカ諸国をも巻き込んだ。その結果、アルゼンチン、ボリビア、ブラジル、ペルー、ニカラグアといった国々は、80年代の平均消費者物価上昇率は200%から600%、年によっては1000%以上の上昇を記録した年もあった。
1980年代以降は、「南南問題」とよばれる開発途上国とされる諸国間での経済格差が顕著となり、特にサハラ以南のアフリカ大陸などでは後発開発途上国（LDC）とよばれる諸国の経済発展の遅れが指摘されるようになった。
一方、1949年以来、経済相互援助会議（COMECON）を結成していたソ連や東ヨーロッパ諸国の共産党支配は、硬直化して現実への適応能力を失い、オイル・ショック後の西側での急激な技術革新にも的確に対応できなかった。そのため、社会主義諸国と先進資本主義諸国との経済的・技術的格差はいっきょに拡大していった。

## ヨーロッパの統合
2つの世界大戦によって市民だけでなく政治や経済も荒廃し、さらに鉄のカーテンで分け隔てられたヨーロッパは、その西側諸国ではマーシャル・プランの下で復興が進められた。一方で超大国に成長したアメリカと、ソ連を中心とする社会主義体制の狭間に置かれるなかで、フランスのロベール・シューマン外相が経済と軍事において重要とされる資源の共同管理によってヨーロッパの安定を図ることを提唱した（いわゆるシューマン宣言）。炭鉱のあるザールや、重工業地帯のルール地方は、大戦中に独仏間での争奪戦が激しく、これについての反省がシューマン宣言の基礎となっている。なおシューマン宣言の基礎となる構想は欧州石炭鉄鋼共同体(ECSC)のジャン・モネ議長によって提唱され、このためモネは「ヨーロッパ統合の父」と呼ばれており、シューマン宣言が発表された5月9日は「ヨーロッパ・デー」とされている。1951年にパリ条約が調印され、翌年に欧州石炭鉄鋼共同体 (ECSC) が発足した。なおECSCは2002年7月23日にパリ条約の失効に伴って消滅しており、以降はECの柱（後述）にその機能が継承されている。その後経済分野での統合とエネルギー分野での共同管理を目的に、1957年にローマ条約が調印され、翌年に欧州経済共同体 (EEC) と欧州原子力共同体 (Euratom) が設立された。

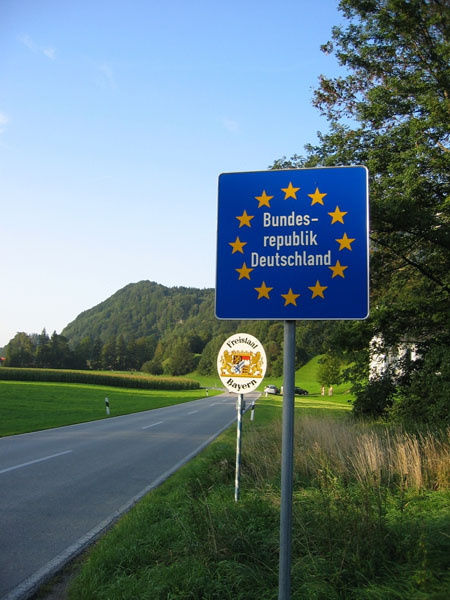
ドイツ・オーストリア国境
シェンゲン協定により域内での国境を越えた自由な移動が可能になった。

これら3つの共同体は1965年に調印されたブリュッセル条約により、1967年に欧州共同体 (EC) の下で一体的に運営されるようになる。当初6か国で始まったECは1986年までに加盟国数を12までに増やし、その間、加盟国間での国境通過のような、域内での障壁の除去や単一市場の設立など、経済分野での統合の深化が進められてきた。これはドロール委員会の下で進められた単一欧州議定書やシェンゲン協定による。1989年以降、東欧革命で東側諸国の共産党政権が相次いで倒れる。1990年10月3日にドイツが再統一される。このとき旧東ドイツの各州が西ドイツに編入されたため、ECはその領域をこれらの州に拡大させた。これら諸国が統合ヨーロッパの対象になることが想定され、これに対応するべくECでは政治分野での協力体制の構築が迫られるようになり、1992年に外交と司法・内務分野での協力枠組みをうたったマーストリヒト条約が調印され、1993年11月1日に欧州連合 (EU) が発足した。EUは従来のECの枠組みに共通外交・安全保障政策 (CFSP) と司法・内務協力 (JHA) の枠組みを追加するという「3つの柱」構造を取っている。JHAは後にアムステルダム条約において対象分野の一部がECの枠組みに移され、警察・刑事司法協力 (PJCC) に改められている。経済政策が対象となっているECの柱では、EUの決定が加盟国の政策に優先する超国家主義的な権限が与えられているが、CFSPとPJCCの柱では、加盟国の主権にかかわる政策が対象となっていることから政府間主義が採られ、EUは加盟国間での政策調整を行う権限しか与えられていない。なお後述のリスボン条約では、「3つの柱」構造は廃止されることになっている。
EUにおいて経済分野では通貨統合という段階にいたる。1998年に欧州中央銀行 (ECB) が発足し、翌年には単一通貨ユーロが導入される。実際のユーロ硬貨やユーロ紙幣が使用されるようになったのは2002年1月1日以降。EU基本条約では加盟国に対して将来におけるユーロ導入を義務付けているが、イギリスとデンマークに対しては適用除外規定が存在する。また従来の通貨からユーロに切り替えるさいには、欧州為替相場メカニズム (ERM) に2年間参加したり、経済・財政指標が一定の水準を満たしたりしなければならない。
対外関係においては国際連合や北大西洋条約機構 （NATO） と協力してユーゴスラヴィア紛争の対応にあたるなど、地域の安定化に向けた取り組みを行ってきた。また市民レベルでは欧州連合基本権憲章を制定するほか、民族・言語・文化における多様性の尊重や、労働や開業、投資といった経済活動に関する政策を実行している。一方で東ヨーロッパ諸国が加わり、EUは2004年までにその加盟国数が25にまで拡大し、2007年1月1日以降、EUの加盟国数は27となっている。これに伴って機構の肥大化による行政組織の効率低下が問題となった。ニース条約発効以降、EUにおける内閣にあたる欧州委員会の委員は各加盟国から1名ずつ（それ以前はドイツ、フランス、イタリア、イギリス、スペインから2名ずつ、そのほかの加盟国から1名ずつ）出されることになっている。EUが拡大してきた結果、欧州委員会委員の職域が分掌され、これに伴い行政機構としての欧州委員会の総局間でセクショナリズムが目立つようになってきた。また将来の拡大に向けた体制の整備が求められるようになった。ニース条約体制下では立法手続などの制度について、加盟国数が27を超えると対応できない仕組みとなっていた。このことから、ローマ条約やマーストリヒト条約を廃し、新たな基本条約の下でヨーロッパの統合を進めるべく2004年10月28日、欧州憲法条約が調印された。従来はローマ条約とマーストリヒト条約の2つを基本条約とし、その後複数の条約でこれらを修正してきた。条約の一本化はEU法の根源が複数の文書（条約本文および付帯議定書）に分かれていたために可読性が低いという批判もあって、1つの文書にまとめる目的もあった。

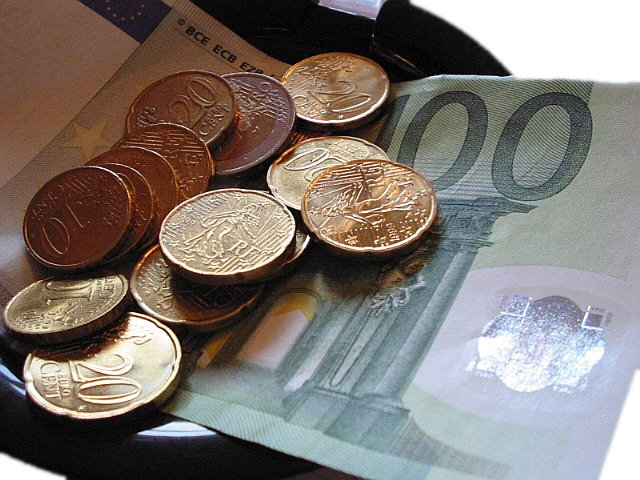
単一通貨ユーロ
ユーロ圏とされる、ユーロを導入するEU加盟国は2009年1月1日に16か国となった。

欧州憲法条約では欧州連合の旗、欧州連合の歌が定められるなど、ひとつの国家とするような規定が含まれていた。ところがEUの超国家主義的な性格を嫌う欧州懐疑論が燻るなかで、各加盟国内における欧州憲法条約の批准手続が進められ、フランスとオランダでの批准の是非を問う国民投票で反対票が賛成票を上回るという結果が出された。加盟国内でヨーロッパ統合に対して反対する例はほかにもある。ノルウェーでは1973年と1995年の拡大にあたって、加盟条約に調印はしていたが、国民投票で条約批准がいずれも反対されている。デンマークの自治領であるグリーンランドは住民投票の結果、1985年にECを離脱している。またマーストリヒト条約の批准において、デンマークで1度国民投票で反対されているほか、イギリスにおいても議会で拒否されている。さらに従来の基本条約を修正するニース条約の批准においても、新たなEU基本条約の批准や既存の基本条約の修正にあたって国民投票の実施が憲法で義務付けられているアイルランドで1度反対されている。ユーロの導入にあたってもポンド危機の経験からイギリスでは消極的な意見が根強く、デンマークやスウェーデンでは国民投票で反対の意思が示されたことがある。
この事態はヨーロッパの統合を進めてきた指導者に動揺を与え、統合に対する「熟慮期間」が設けられることになった。ローマ条約調印50周年となる2007年、将来の新規加盟国の受け入れ態勢の整備とEU機構の効率化に特化した、「改革条約」と位置づける新基本条約の策定で合意がまとまり、同年12月にリスボン条約として調印された。合意された時点での名称は「改革条約」とされていた。この条約の合意をめぐって、2007年6月21-22日の予定で行われていたブリュッセル欧州理事会において協議されていたが、内政を干渉されかねないという懸念を持ったイギリスや、新条約の下でのEUの政策決定の手続が大国有利であると批判するポーランドなどの一部の加盟国首脳が難色を示した。このため予定されていた日程を大幅に延長し、夜を徹して協議が続けられ、合意がまとまったのは6月23日の午前5時のことだった。
リスボン条約は2009年末までの発効を目指して各国の批准手続が進められている。さらに将来の拡大についても、国土の一部がヨーロッパに属するトルコや旧ユーゴスラヴィア連邦構成国、ロシアと距離を置く旧ソヴィエト連邦構成国の加盟について議論が行われている。旧ユーゴスラヴィア連邦構成国の中では2004年5月にはスロヴェニアがすでに加盟しているほか、クロアチアとマケドニア共和国が加盟候補国として実務的な交渉を進めている。旧ソ連邦構成国では独立した際に、ソ連邦内での有力者がそれぞれの国の最高指導者に就いていた例が多い。それらの指導者が独裁ともいえる権力の長期支配を維持した末に、政権腐敗が進み国民の反発を招くようになった。この結果、2003年のグルジアのバラ革命、2004年のウクライナのオレンジ革命など、色の革命と呼ばれる政権交代が起こり、新たに成立した政権は親欧米路線を掲げている事例が多い。
冷戦の終結以降、唯一の超大国となったアメリカが新自由主義を掲げて経済の拡大を図ってきたのに対して、ヨーロッパでは1990年代以降、社会民主主義のもとで第三の道が模索されるようになり、医療・保健、育児、介護、学校教育、職業訓練、失業時給付、生活保護、年金などの国民の生活に必要な福祉サービスを、全てまたは高い公費負担率で提供し、そのための財源として国民は所得の50% -70%を税金や社会保険料として負担する政策 を採用している。IMFの統計によると、2007年度は世界のGDPに対してEUは31.0%、ユーロ採用国は22.3%を占めるようになり、ユーロは基軸通貨としてUSドルに並ぶ存在となりつつある。またEUは地球温暖化対策にも積極的に取り組み、2005年にはEU域内での排出権取引制度を開始し、温室効果ガスの排出量削減に向けて、ヨーロッパという連合体としての官民一体の体制作りを進めている。前記の諸政策のように、EUは世界において独自の統治モデル・政策を掲げ遂行する存在として、EU域内でもEU域外に対しても大きな影響力を持ち行使するようになった。

## アジアNIESの成長とアジア通貨危機
ラテンアメリカ諸国が対外累積債務問題でハイパーインフレーションに苦悩する中で、東アジア各国では、経済成長を遂げる国が現れてきた。雁行型経済発展理論と呼ばれる理論で注目され、経済発展面で先頭を行く日本を「アジア四小竜」・「アジアNIES」の韓国、シンガポール、台湾が追撃し、さらに、タイ、マレーシア、インドネシアが続いた。
韓国は、「漢江の奇跡」と呼ばれる経済発展を遂げ、1988年のソウルオリンピック、1993年には大田国際博覧会を開催し、東アジア経済の中での存在感をアピールすることに成功した。韓国の経済発展には、朴正煕、全斗煥、盧泰愚といった軍人出身者の大統領が続いたものの、政治的には安定しており、盧泰愚の時代には、民主化が進展していった。また、世界を代表するサムスングループ、LGグループといった企業グループが登場した時代でもあった。
台湾もまた、オイルショックで産業転換を迫られ、エネルギー効率が高く、かつ、低汚染、高付加価値の産業への転換を行っていった。1979年に「十年経済建設計画」を策定し、機械、電子、電気、輸送機械を戦略工業にすえ、台湾セミコンダクター（TSMC）などの世界企業が登場した。1980年代から1990年代の台湾政治は、蔣経国、李登輝といった中国国民党の総統政権が続いていたため、政治的に安定していた。

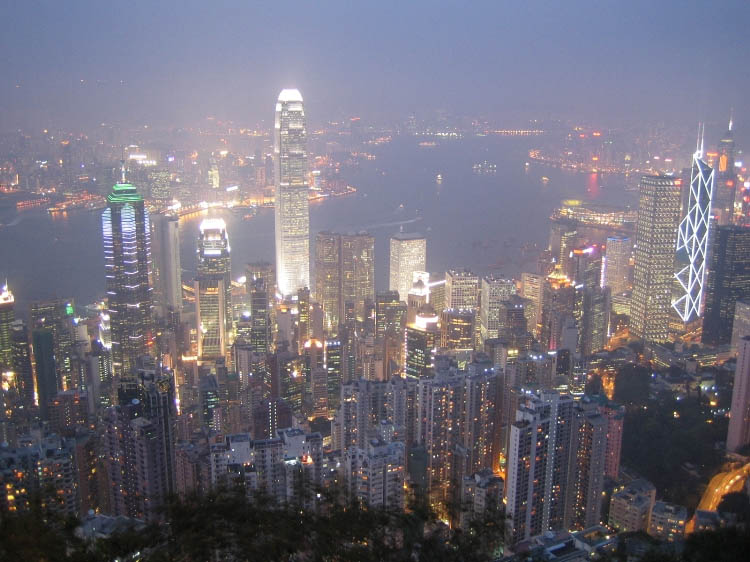
香港島の夜景

シンガポールの場合には、経済成長に至るまでの過程が韓国とは異なり、半島部マレーシアという市場を1965年の独立で失い、国家存亡の危機に直面していた。リー・クアンユー首相は、給与の一部を強制的に貯蓄させ、その資金をもとに、国内企業の育成を進めるとともに、19世紀以来からの中継貿易をさらに進化させていった。また、ジュロン島などに工場を誘致することで、日本に次ぐ工業国へ発展させていった。
1949年に、中華人民共和国が成立するとイギリスの植民地のまま残っていた香港も、本土とは別の経済発展を遂げるようになった。上海などから戦前の中国経済を支えてきた資本家が流入し、欧米などから新しい製造設備を導入し、繊維産業やプラスチック加工業などの軽工業が発達していった。1984年に香港の返還が決定すると、中国本土では、鄧小平による改革開放路線の経済政策も相俟って、香港は華南経済圏の拠点となった。香港に隣接する深圳市は中国を代表する経済特区として急成長を遂げるようになった。

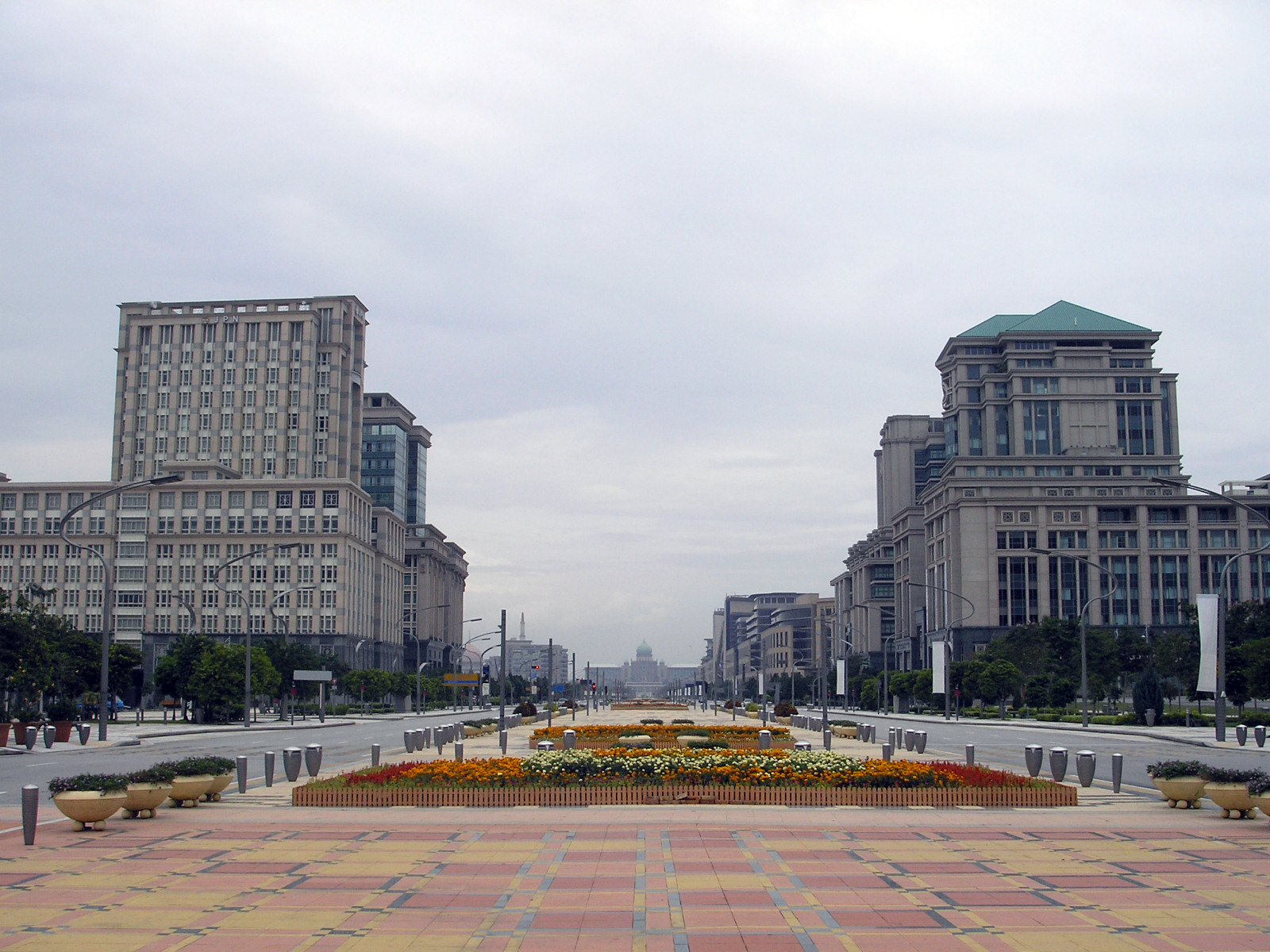
プトラジャヤ

これら、アジア四小竜と呼ばれる国々にキャッチアップする形で、マハティール・ビン・モハマド首相は、「ルックイースト」を唱えた。マレーシアは、1985年に戦争終了後初めて、マイナス成長を記録するとこの経済的苦境を脱するために、外資の積極的導入を図った。その結果、電気・電子製品や自動車産業の振興、貧困の撲滅に成功した。さらに、プトラジャヤやサイバージャヤと呼ばれる大規模なインフラストラクチャーの建設に邁進することとなった。統一マレー国民組織の政権もまた、他の国と同様に、長期政権であり、政治的に安定していた。
とはいえ、これらの国々の経済発展に問題がなかったとは到底言い得ない。1985年のプラザ合意以降、円高が進捗し、その結果の日本円を含めた外貨のアジアへの流入だった。したがって、それぞれの国が7から8パーセント以上の経済成長を達成する中で投資物件が限定されていたため、工業開発のみならず、集まった資金はリゾートや不動産物件にも向かっていった。また、アメリカ・ドルとそれぞれの国のアジア通貨は、固定相場制が維持されていたが、1995年以降の「強いドル政策」が採用されるようになり、アジア各国の通貨が上昇するとともに輸出の伸び悩みが見られるようになった。したがって、慢性的な経常赤字になっていった。
さらに、アジア各国の政権は一党独裁の性格が強かった。そのため、政治的に安定している点が積極的な外資の導入を可能としたが、その反面、長期政権は、政治的腐敗と相次ぐ汚職が見受けられるようになった。フィリピンのマルコス政権こそ1986年に発生した人民革命によって打倒されていたが、それ以外の国々は、シンガポール（人民行動党）、韓国（民主正義党）、台湾（中国国民党）、インドネシア（ゴルカル）では開発独裁が継続していた。経済成長が続く中で、民主化の動きも胎動していた。
ジョージ・ソロスをはじめとするヘッジファンドがアジア通貨の貨幣が過大に評価されていることに着目し、タイ・バーツの空売りを実施した。タイ政府は、保有していた外貨によって、バーツの買い支えを実施したが、買い支えきることはできず、アジア各国では次々と経済危機が起きた。同時に、それぞれの国では政情が不安定になり、インドネシアでは、スハルトが退陣する事態にまで発展した。

## 冷戦の終結とソ連の崩壊

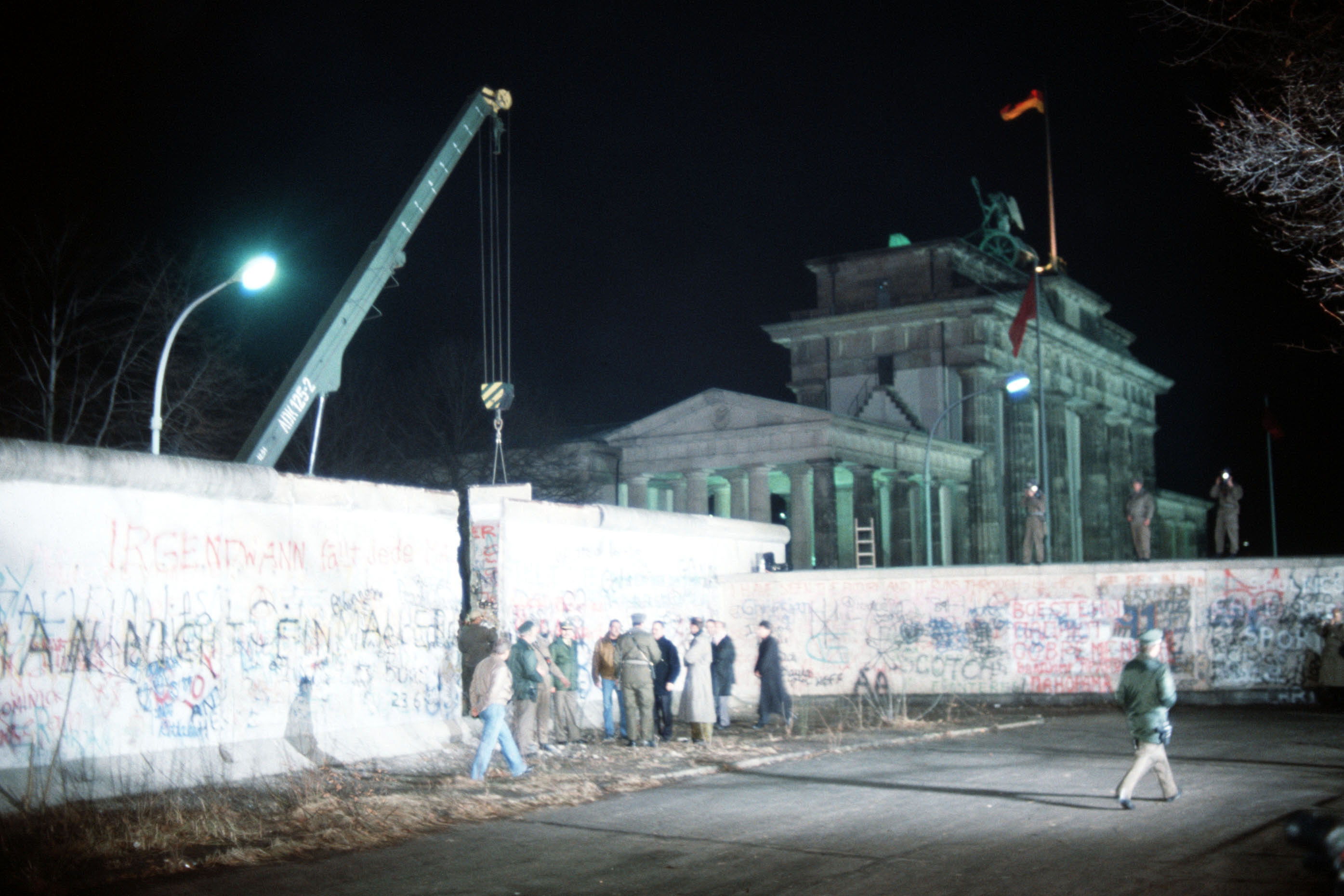
クレーン車で除去されるベルリンの壁（1989年12月21日）

オイル・ショック後のソ連は、西側での急激な技術革新にも的確に対応することができず、軍需産業が突出する不健全な経済、国民の自由が認められない政治体制などの諸矛盾が蓄積されていった。とくに1979年のアフガニスタン侵攻ではソ連社会の動揺を示し、1985年に就任したミハイル・ゴルバチョフ書記長はペレストロイカ（改革）やグラスノスチ（情報公開）の推進が始まると冷戦構造は徐々に終焉を遂げていった。ゴルバチョフ書記長はペレストロイカとグラスノスチの推進のため大統領制を採用したが、1986年のチェルノブイリ原子力発電所事故ではソ連の体制の行き詰まりがさらに露呈されることとなった。
1989年にソ連は東欧諸国の内政に干渉しないと表明し、ポーランドではレフ・ヴァウェンサが連帯を組織し、合法化に成功した（ポーランド民主化運動）。8月にはハンガリーとオーストリアの国境が開放され（汎ヨーロッパ・ピクニック）、11月には東西冷戦の象徴だった「ベルリンの壁」が市民によって破壊され、ビロード革命などソ連の衛星国だった各国でも東欧革命が起こった。12月、アメリカのジョージ・H・W・ブッシュ大統領とソ連のミハイル・ゴルバチョフ大統領が地中海のマルタで会談して冷戦の終結を宣言した。1991年、ソ連8月クーデターが失敗し、バルト3国が独立を宣言、同年、ボリス・エリツィン大統領が指揮するロシア連邦が成立してソ連は崩壊し、15の独立国に分裂した。

## IT革命とWTOの成立

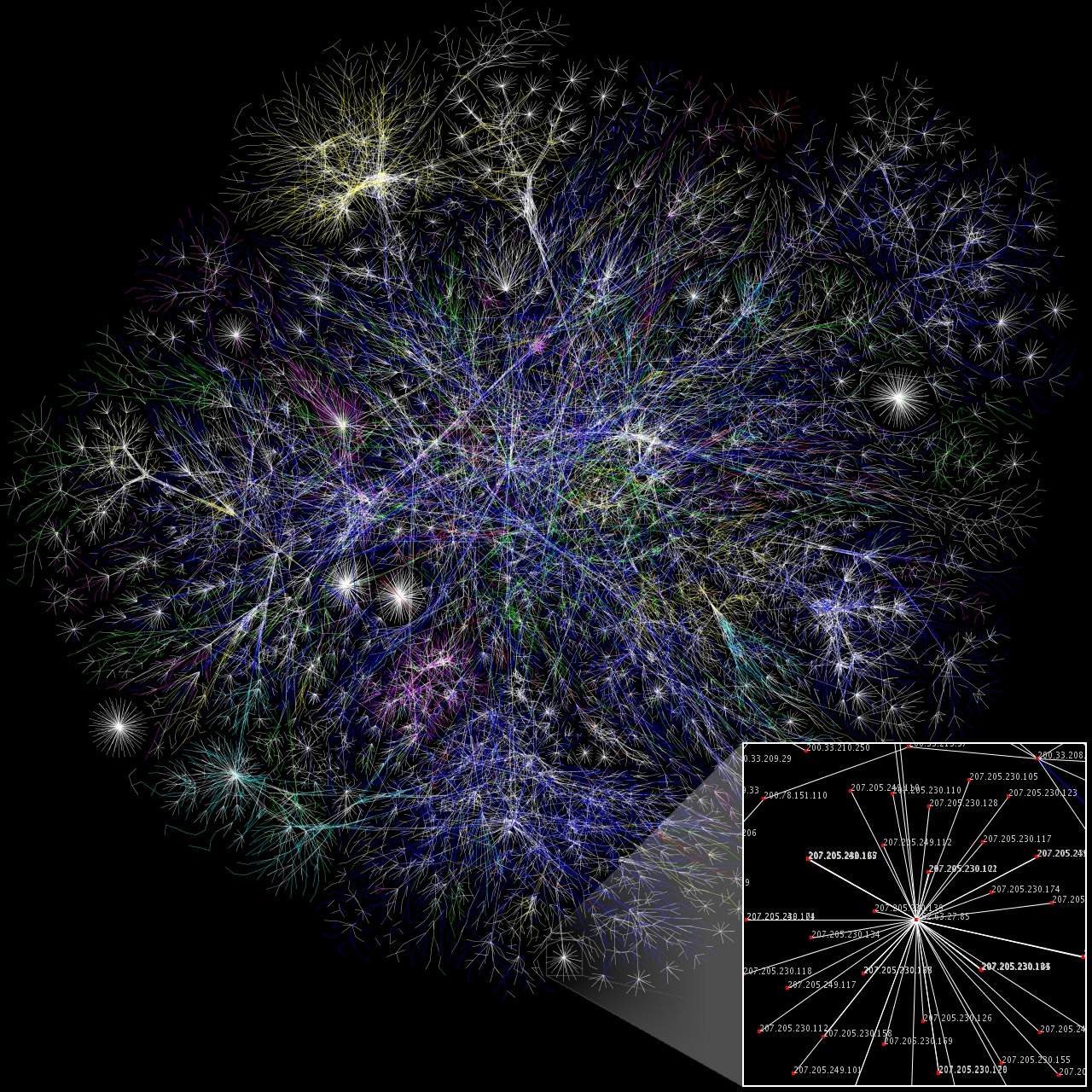
インターネットを通るさまざまなルートのヴィジュアル化

電気はすでに古代ギリシアにおいてその存在が知られていたが、エジソンが白熱電球の実験中に発見したエジソン効果（1884年）が端緒となり、1904年にはジョン・アンブローズ・フレミングが2極真空管（二極管）を、
1906年にはリー・ド・フォレストが三極管を発明した。1930年代には真空管を用いて、データとその処理方法を二進法で紙にパンチで穴をあけて読みとらせる二進法のコンピュータの原型が登場した。1947年には真空管にかわってトランジスタが発明され、さらに1970年代には一片のシリコンのうえにコンピュータ機能をもたせたマイクロプロセッサが開発されて、コンピュータの小型化、軽量化が実現した。
一方、1969年、冷戦時代のアメリカで国防用コンピュータネットワーク構築を目的として「ARPANET」（アーパネット）が開発された。これは、軍事的攻撃を受けても維持できる通信網の研究を行った結果、電話のような中央集権型のコントローラを持つ通信網では攻撃によりコントローラが破壊された場合、そのコントローラに接続している端末全てが通信網から切り離されてしまうため、電信をモデルとして特権的なコントローラを持たない通信網を実験的に作りあげた。1970年代、この技術は国際決済に転用され、これがクラウドコンピューティングとインターネットの原型となった。
1980年代以降の情報通信技術の急激な革新をIT革命と呼んでいる。その結果、世界中がインターネットを通じて、瞬時に情報を共有できるようになった。これは、第一次産業革命、第二次産業革命に匹敵する大きな技術転換であり、これによって世界経済の一体化（グローバリゼーション）の進展はさらにうながされた。神武庸四郎は『経済史入門―システム論からのアプローチ』のなかで「第三次産業革命」の名を用いている。

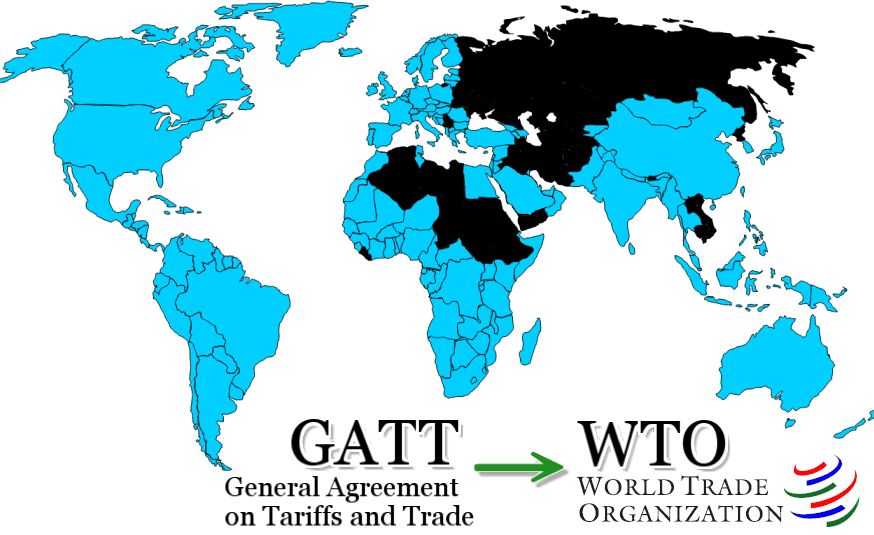
2005年時点での世界貿易機関加盟国（青）
イスラーム圏に非加盟国が目立つ

経済のグローバル化に応じて、国際的な貿易・金融制度の拡充がはかられた。GATT（ガット）ウルグアイ・ラウンドにおける合意に基づき、自由貿易のための多国間協定を発展させ、第二次世界大戦後の国際貿易をささえてきたGATT体制にかわる新たな国際貿易体制の柱として、1995年に世界貿易機関 (WTO) が組織された。また、ラテンアメリカやアジアの通貨危機・経済不安に際しては、国際通貨基金 (IMF) が介入し、危機を克服する方策を示した。しかし、これらの活動は必ずしも順調な成果をあげているとはいえず、あらたな世界経済秩序はまだ模索の域を出ていないが、開発途上国グループはアメリカや先進国グループよりも高い経済成長率（特に中国とインドの成長が顕著）で経済発展を続けて、世界でも経済的に重要な存在になり、影響力を行使している。開発途上諸国の政府は、先進国の経済体制・政策をそのまま模倣して実施しても、国の産業・経済の成長を実現できない場合が多々有り、国の産業・経済を成長させ、産業・経済が産出する付加価値を国民に還元して国民の生活を向上させるためには、個々の国の個々の時代の産業・経済の構造や発展段階や国民の多数意見に応じて、多種多様な経済政策を柔軟に組み合わせていく政策が必要と認識して、そのような政策に転換している。

## 唯一の超大国アメリカ
1990年代以後のアメリカ経済は、多数の有力なIT企業やIT非営利組織が情報技術分野の製品・サービスの開発や、フリーソフトウエアやオープンソースなどの開発モデルの創出において、世界の中心的な役割をにない、新たな市場・雇用・ビジネスモデルを創出して、グローバル資本主義を強力に主導しているが、開発途上国の経済成長率（特に中国とインドの成長が顕著）はアメリカや先進国グループと比較して高いので、世界のGDP・貿易・投資に対するアメリカや先進国グループのシェアは減少傾向であり、IMFの統計によると2007年の世界のGDPに対するアメリカのシェアは25.5%である。
国際政治においても、1989年に就任したジョージ・H・W・ブッシュ大統領は、1991年にソ連と第一次戦略兵器削減条約、1993年にロシアと第二次戦略兵器削減条約（未履行である）、多国間の化学兵器禁止条約、気候変動枠組条約に署名 し、1990年に生じた湾岸危機の武力解決（1991年、湾岸戦争）に主導的役割を発揮した。1993年に就任したビル・クリントン大統領は1994年のイスラエルとヨルダンの平和条約の締結と国交樹立 の働きかけて実現し、京都議定書の採択を推進するなど、国際協調を推進（ただしアメリカが未加盟の条約や国際協調を無視している政策も多々有る）して、国際社会からの信頼をある程度は回復した。
2001年に就任した共和党のジョージ・W・ブッシュ大統領は、湾岸戦争勝利・ソ連崩壊後の唯一の軍事超大国の力を背景に、とくに同年9月11日のアメリカ同時多発テロ事件以後、同年11月アフガニスタン空爆、2003年3月イラク戦争を行い、国益擁護の強力な政治・軍事政策を推し進め、世界に君臨する姿勢を強めているが、アメリカ政府の期待するとおりに進展しているわけではなく、アメリカにも交戦相手国にもそれ以外の国にも、多種多様な問題を発生させている。

## BRICS・VISTAの台頭

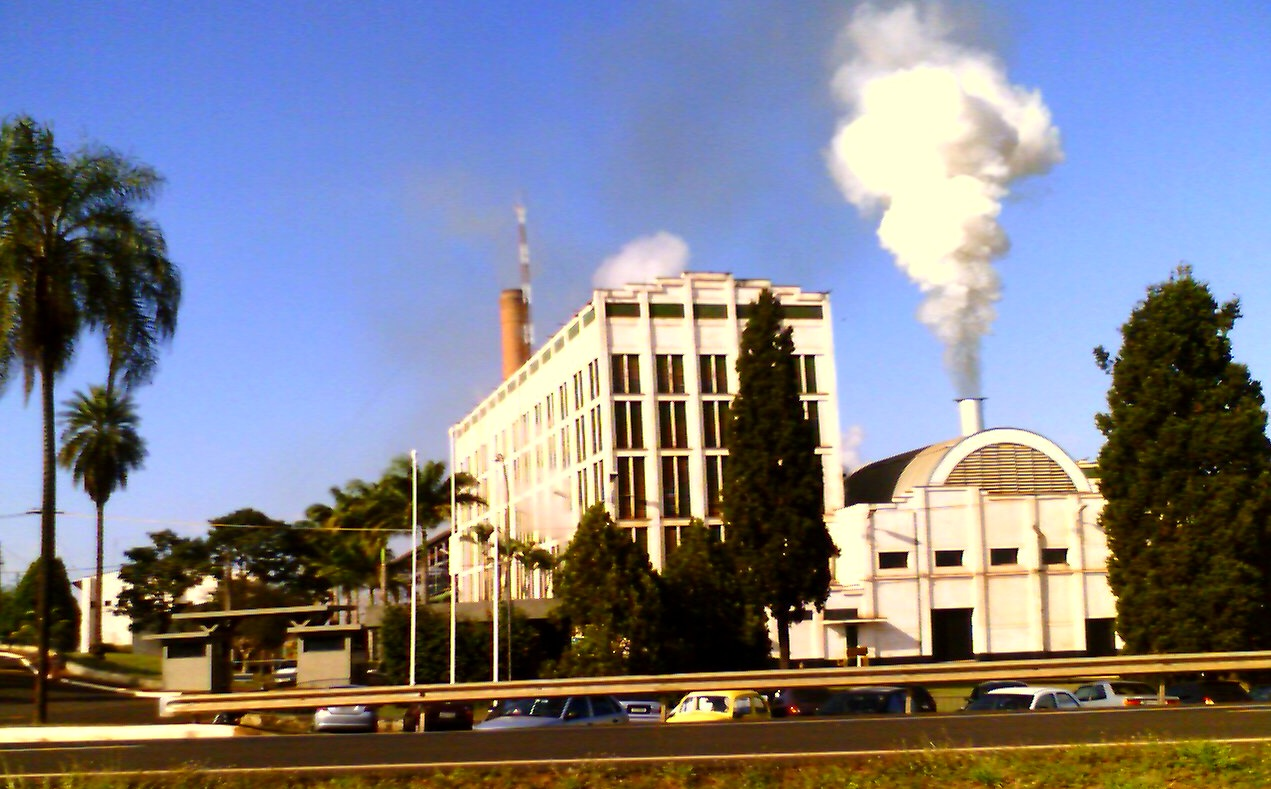
セルトンジーニョに所在するエタノール工場（ブラジル）

1997年のアジア通貨危機の際に影響を受けなかった国が2国あった。それが、中華人民共和国とインドである。両国はともに変動相場制を採用しておらず、このことが為替による投機を回避することができた要因だった。中国とインドはアジア通貨危機以後、経済のプレゼンスを拡大していった。これに、原油価格が高騰したことにより、ボリス・エリツィン大統領の時代には国家が破綻状態に追い込まれたロシアも息を吹き返した。さらに、2003年には、ルイス・イナシオ・ルーラ・ダ・シルヴァ大統領が就任すると1970年代以来問題となっていた対外債務問題の解決に腐心したブラジルも原油価格の高騰とバイオマスエタノールを武器に息を吹き返していった。これら4か国を総称して、BRICSと呼ぶ。
ゴールドマン・サックスのレポートによる造語のBRICSという用語は、第二次世界大戦以降、EUを核とするヨーロッパ、アメリカ・カナダの北米圏、日本という経済の三極構造を大いに覆す可能性がある国々ということで、広く知られるようになった。これら4か国の共通する点は、1億人以上の国内市場の存在、豊富な天然資源、先進国に比べて安価で良質な労働力を確保できるといった点が挙げられる。4か国の総人口は世界の約42パーセント、面積は約3割に達するという。

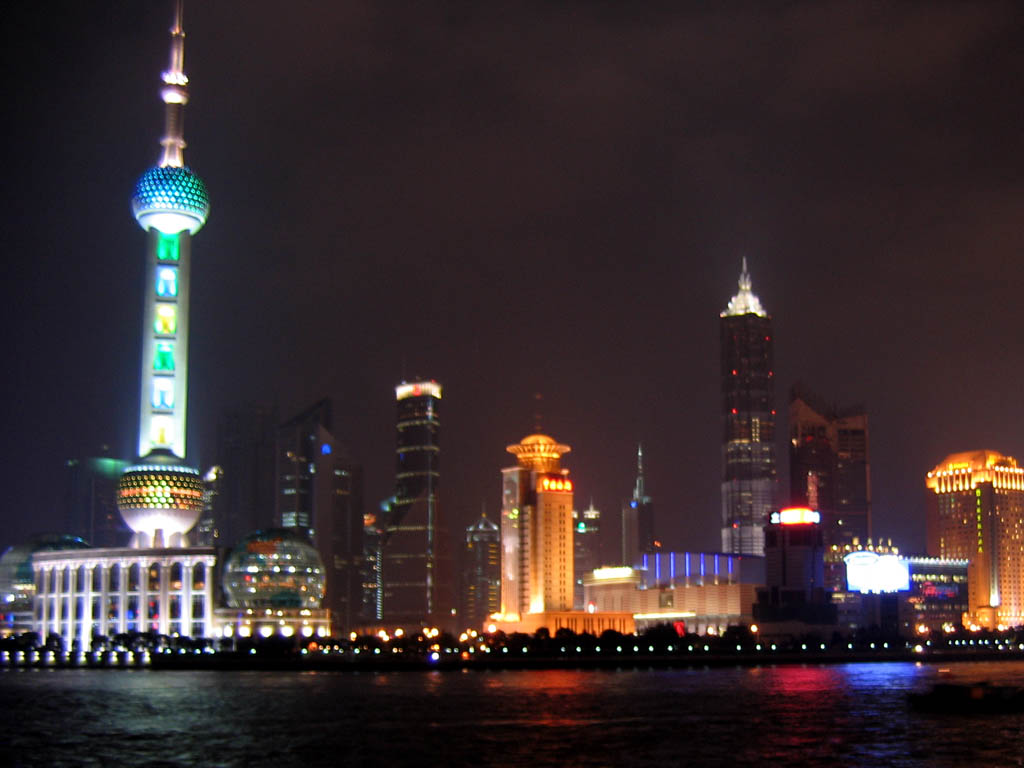
繁栄する上海（浦東新区）の夜景

原油価格をはじめとする資源価格の高騰は、これまで開発が進んでいなかった地域での油田の開発が展開されるようになった。ペトロチャイナはアンゴラを皮切りに、アフリカの各地で油田の開発を実施しているし、ブラジルは大西洋の沖合いで海底油田の採掘に成功し、ペトロブラスは大きく成長を遂げることとなった。ロシアのガスプロムもまた、サハリン沖の油田開発で日本の総合商社（三井物産や三菱商事）の排他に成功していった。
また、中央アジアや東欧で破綻していった鉄鋼会社を次々と買収していったインドのミタルグループは、ルクセンブルクのアルセロールと合併し、アルセロール・ミタル）が誕生するなど、従来の常識では考えられない企業の発展が見受けられるようになった。インドは1991年には外貨危機を経験したものの、2003年には世界4位の外貨準備を持つ国に変貌した。

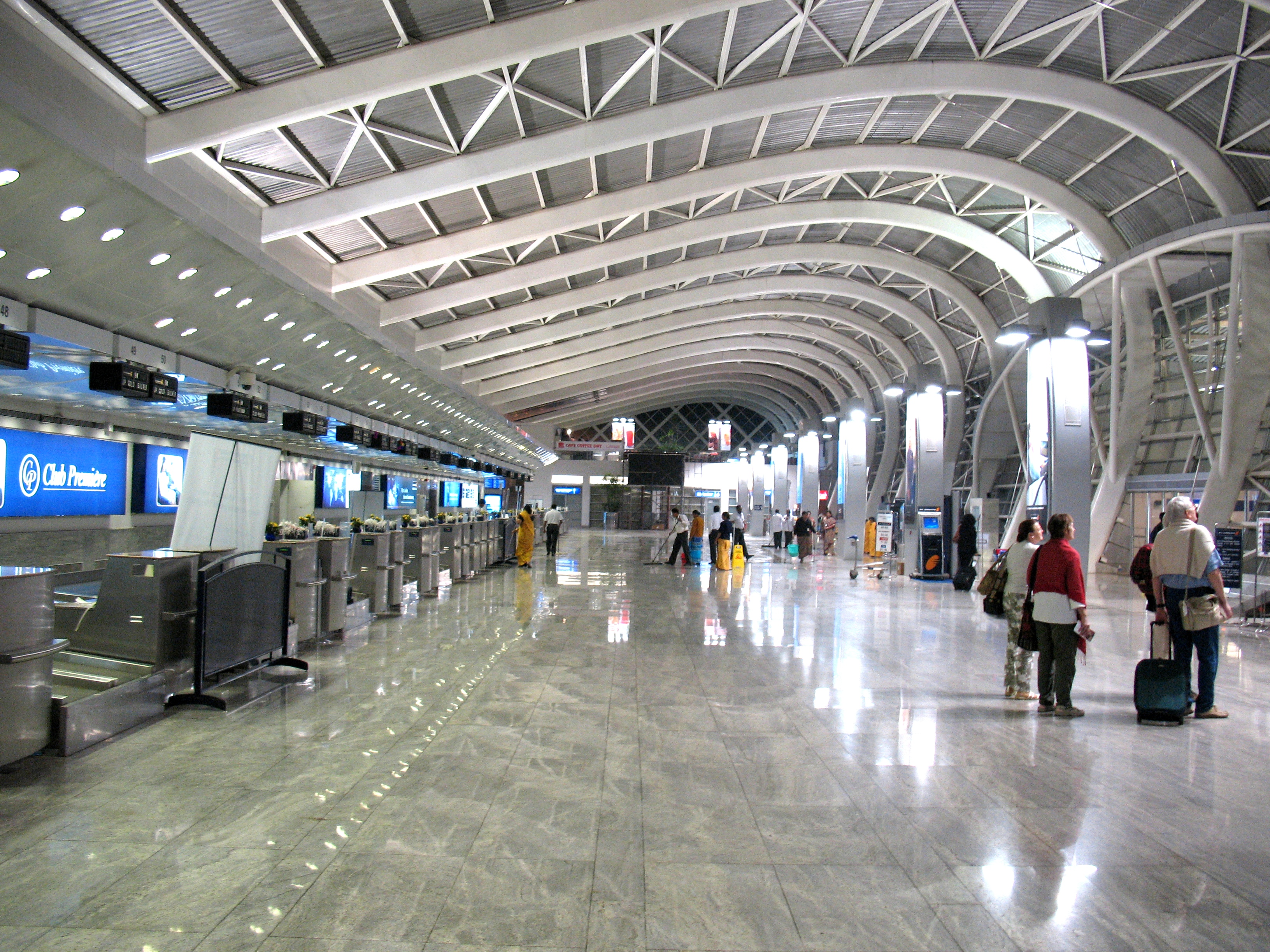
ムンバイにあるチャットラパティー・シヴァージー国際空港

BRICSの成功は、世界の通貨の流れを劇的に変えた。上海、ムンバイといった市場に先進国の資金が流入した。また、原油価格の高騰を背景にサウジアラビアやアラブ首長国連邦などの、いわゆる「オイルマネー」が自国のインフラストラクチャーの整備のみならず、サブプライム問題にあえぐアメリカ合衆国の金融機関に出資するという形で通貨の面からも世界の市場は一つにまとまりつつある。
BRICSに代わる造語として登場したのが、VISTAである。ベトナム・インドネシア・南アフリカ・トルコ・アルゼンチンのそれぞれの頭文字をつけられて造られたこれらの地域は、前述のBRICS各地域よりも廉価な労働力を持ち、インドネシアを除きBRICSよりもやや小さい国内市場を保有、また、天然資源も豊富なことから、経済的な実力をつけ始めている。南アフリカは、アパルトヘイトの廃止以降、2010年にワールドカップを開催することができるまで、経済成長を達成し、ベトナムは、中国・インドに代わる「世界の工場」になろうとしている。また、これらの地域以外でも、スエズ運河の収入や原油高の恩恵、観光収入を伸ばしているエジプト、人口1億人以上を持つパキスタンやバングラデシュといった国々も徐々にではあるが外資の導入に成功しだしてきており、経済のテイクオフが近づいてきている（NEXT11）。

## 非政府組織の活動
グローバリゼーションの進行、情報・通信技術の発展と、情報・通信の製品・サービスの普及、インターネットの普及、世界の諸国民の識字率や教育水準の向上などの、多種多様な要因の集積により、営利事業組織である企業、非営利組織であるNGO、NPOなどが国家の枠国を超えて、世界的な規模で活動するようになった。世界的な大企業や非政府組織の中には、世界を大きく変革する技術開発や、世界的に普及する製品・サービス・開発モデル・ビジネスモデルの創出に貢献し、小規模な国のGDPを上回る売上を持って、雇用や納税や消費の拡大に大きな影響力を行使している企業・組織も有る。非政府組織の中には、対人地雷禁止条約、クラスター爆弾禁止条約などの軍縮条約の採択、紛争地域・災害地域・貧困地域で、医療・保健、学校教育、水道などのサービスの提供、前記の分野のインフラの建設を支援する活動により、貧困や紛争とその被害を解消し、被援助地域・人々の自立的・自発的な発展に成果を上げている組織も有る。経済的に豊かな国や先進国においても企業やNGOやNPOなどの非政府組織は、市民の生活や社会の運営に必要な存在として、政府と協力し、役割分担して活動している。企業やNGOやNPOなどの非政府組織の活動と影響は今後も増大すると推測されている。